# Вильгельм, Рихард
Рихард Вильгельм, изредка Вильхельм (нем. Richard Wilhelm; 10 мая 1873, Штутгарт — 2 мая 1930, Тюбинген) — немецкий синолог, востоковед широкого профиля, миссионер.

## Биография
Родился в семье тюрингского стекольщика. 9 лет лишился отца, воспитывался матерью и бабушкой. В 1891 г. поступил на богословский факультет Тюбингенского университета. После окончания университета, в 1895 г. поступил в духовную семинарию в Вимсхайме, откуда в 1897 г. перевёлся в Болль. В Болле его наставником сделался выдающийся богослов, социал-демократ Кристоф Блюмхардт (Christoph Friedrich Blumhardt, 1842—1919). Эта встреча стала определяющей для выбора жизненного пути и выработки мировоззрения Рихарда. Он был связан с Блюмхардтом и родственными узами: в 1899 г. обручился с его дочерью Заломе. Обвенчались они в Шанхае.
В 1900 г. Рихард Вильгельм вступает в ряды Die Deutsche Ostasienmission и отправляется в Циндао — тогдашнее владение Германии в провинции Шаньдун. В составе миссии Вильгельм исполнял роль учителя и священника, попутно интенсивно осваивая китайский язык. Вскоре он возглавил немецко-китайскую школу, что позволило ему завести знакомства в среде высокообразованных китайских купцов и аристократов, и глубоко изучить китайскую культуру. Это же позволило ему глубоко изучать китайскую классическую литературу, причём успехи его были столь велики, что император Гуансюй присвоил ему почётную должность четвёртого ранга. Во время русско-японской войны 1904—1905 гг., Р. Вильгельм занимался и дипломатической работой, и только в 1907 г. Р. Вильгельму был предоставлен отпуск. В семье к тому времени было пятеро детей.
В 1908 г. Р. Вильгельм вернулся в Китай, возглавив миссию. Из-за болезни он вынужден был возвратиться в Германию в 1911 г., но уже через год вновь был в Китае. После японской оккупации Циндао в 1914 г., работа миссионера была связана с чрезвычайно большими трудностями, едва ли не в подпольных условиях. В 1920 г. Р. Вильгельм вернулся в Германию, прожив в Китае 20 лет.
Уже в 1922 г. Р. Вильгельм оказался в пекинском посольстве Германии в качестве консультанта, попутно сделавшись приглашённым профессором Пекинского университета. В этот период он занялся переводом И-цзин на немецкий язык. Ныне этот перевод считается классикой западной синологии.
В 1924 г. Вильгельм был назначен экстраординарным профессором вновь открывающейся кафедры истории Китая Франкфуртского университета. Ординарным профессором он стал в 1927 г. Скончался от последствий тропических заболеваний, успев завершить свой главный труд — восьмитомную Religion und Philosophie Chinas.

## Научная работа
Как учёный, Вильгельм в первую очередь прославился переводами ряда важнейших памятников китайской цивилизации. Из его работ, посвящённых современности, следует отметить подробный дневник, который он вёл в Циндао, а также работы по современной ему китайской экономике. Впрочем, переводы даосских памятников ныне считаются устаревшими, как из-за христианского истолкования, так и из-за того, что Вильгельм не был знатоком этой религии.
Вильгельм поддерживал дружеские связи и консультировал многих выдающихся людей своего времени: Альберта Швейцера, Германа Гессе, Мартина Бубера, Карла Густава Юнга, Рабиндраната Тагора. Исследование китайской культуры привело Вильгельма к полному отторжению миссионерской деятельности, и по собственному его признанию, он гордился, что не обратил ни одного китайца. Постепенно он перешёл к критике европоцентризма, полагая, что религии и культуры Запада и Востока равноправны и равноценны.

## Примечательные факты
- Сын миссионера — Гельмут Вильгельм (Hellmut Wilhelm, 1905—1990) также стал синологом. В 1945 году он опубликовал популярный китайско-немецкий словарь, а с 1948 г. жил в США, преподавал в Вашингтонском университете (Сиэтл).
- Наставник Вильгельма — Блюмхардт был основателем христианского социализма в Германии и Швейцарии. Его учениками были Карл Барт, Герман Кюттер и Леонард Рагац